# Manor of Northstead
Att vara "Kronans fogde och ståthållare av the Manor of Northstead" är en av två gamla poster i Storbritannien som utnyttjas av parlamentsledamöter som önskar avgå. Den används växelvis med the Chiltern Hundreds, se denna.